# Brüder-Grimm-Platz
Der Brüder-Grimm-Platz befindet sich in Kassel (Nordhessen, Deutschland). Benannt ist der Platz nach den Brüdern Grimm, die hier einige Zeit wohnten. Der Platz galt lange als eine der ersten Adressen in Kassel, hier lebten emanzipiertes Großbürgertum und der kurhessische Hof nebeneinander.

## Städtebau
Die Merkmale und gleichzeitig die Bedeutung des Platzes als Folge der Stadterweiterung nach der Phase der Aufklärung in Kassel ist immanent für das Verständnis der Stadtentwicklung und -planung zu dieser Zeit. Der Brüder-Grimm-Platz verbindet die zwei städtebaulichen Achsen Wilhelmshöher Allee und Königsstraße am südlichen Ende der Kasseler Innenstadt. Beide Straßen treffen hier in einem stumpfen Winkel aufeinander. Während die Wilhelmshöher Allee das Stadtgebiet in gerader Linie und in Richtung Westen mit dem Bergpark Wilhelmshöhe verbindet, durchläuft die Königsstraße in ihrer gesamten Länge in Richtung Nordosten die Kasseler Innenstadt und knickt am Königsplatzrund als Untere Königsstraße zum Holländischen Platz (früher „Holländisches Tor“).
Damit ist der Brüder-Grimm-Platz als städtebauliche Figur in seiner Anlage der letzte der nach der du-Ry'schen Stadterweiterung vollkommenen Plätze. Das etwas verschobene Gelenk des Königsplatzes sucht die vorsichtige Öffnung nach Norden, fungiert als Ring oder Stern axial in sechs Richtungen. Dem Verlauf in die Oberneustadt folgend verknüpft der Friedrichsplatz als große Geste beide Teile, Altstadt und Oberneustadt miteinander und öffnet den Blick in die Landschaft. Mensch und artifizialisierte Umgebung verschmelzen hierbei und sehen sich der Weite gegenüber. Als letztes stabilisiert das Wilhelmshöher Tor und das ihm vorgelagerte Pentagon, der Brüder-Grimm-Platz die Entwicklungsidee und grenzt die Stadt Richtung der landgräflichen Freiheit ab. Die Anlage und der Ausbau der Wilhelmshöher Allee nebst dem Königstor vollzieht sich erst zu einem späteren Zeitpunkt, mit Beginn des einsetzenden Historismus.

## Geschichte

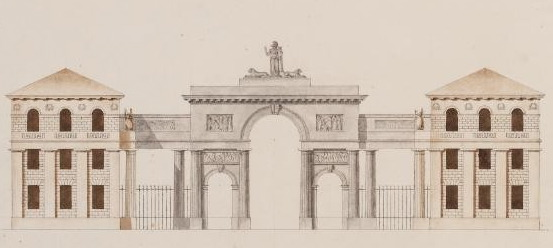
Entwurfszeichnung für das Wilhelmshöher Tor von Heinrich Christoph Jussow, um 1805

Seit 1776 verläuft die Wilhelmshöher Allee auf ihrer gesamten Länge gerade, und nicht mehr durch das heutige Königstor Im selben Jahr wurde außerhalb der Zollmauer am Weißensteiner Tor der damals kreisrunde Weißensteiner Platz angelegt, an jener Stelle, wo die Allee auf die damalige Stadtgrenze traf. 1799 wurde von Simon Louis du Ry das erste Haus (s. Nr. 5) errichtet.
1805 erteilte Kurfürst Wilhelm I. seinem Oberbaudirektor Heinrich Christoph Jussow den Auftrag, eine repräsentative geschlossene Randbebauung zu planen. Im selben Jahr begannen die Arbeiten für eine sechseckige Randbebauung mit den beiden Seitenflügeln des Wilhelmshöher Tores. Durch die Absetzung des Kurfürsts und Errichtung des Königreichs Westphalen stagnierten die Bauarbeiten 1806 für kurze Zeit. Bis auf das Wilhelmshöher Tor wurden die Arbeiten auch in französischer Zeit fortgeführt, aber bis heute ist nie eine geschlossene Randbebauung entstanden.
Der Brüder-Grimm-Platz wechselte häufiger seinen Namen. Hieß er anfangs noch Weißensteiner Platz, nach dem Vorgängerbau des heutigen Schlosses Wilhelmshöhe wurde er nach dem Schlossneubau in Wilhelmshöher Platz umbenannt. Zur Gründerzeit findet man auch die Bezeichnung Rondel-Platz. Im Dritten Reich trug er den Namen Adolf-Hitler-Platz. Erst seit dem Zweiten Weltkrieg heißt die Anlage Brüder-Grimm-Platz, weil die Brüder Grimm zeitweilig hier ihre Wohnung hatten.

## Randbebauung

### Hotel Hessenland

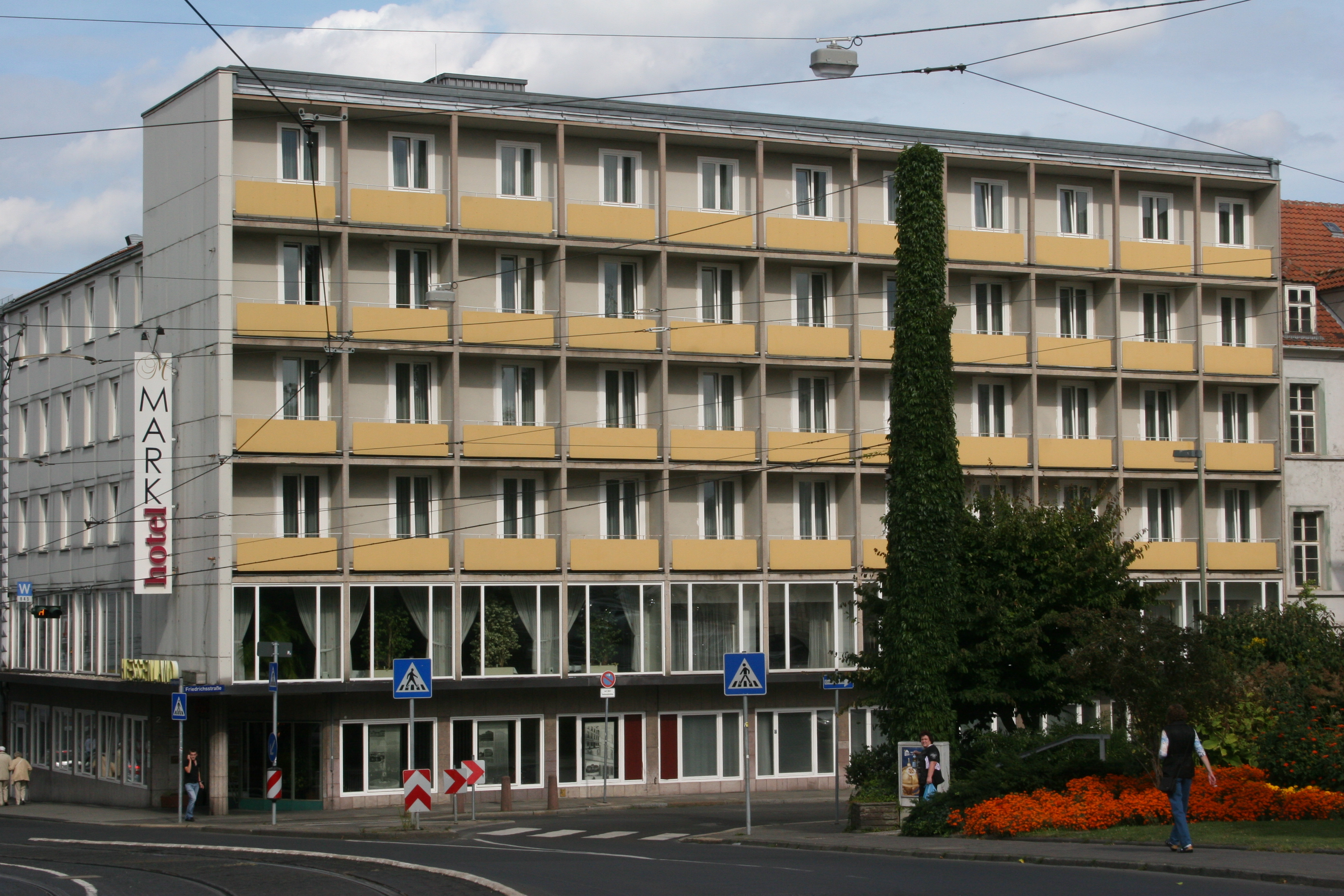
Das Hotel Hessenland von Arnold Bode an der Nordost-Seite des Platzes

Das Hotel Hessenland wurde in den 1950er Jahren als frühes Wiederaufbaugebäude an der Einmündung der Oberen Königsstraße auf den Brüder-Grimm-Platz gebaut. Das von Bode entworfene Gebäude galt lange Jahre als exklusives Hotel am Platz mit einer repräsentativen Dachterrasse, die einen weiten Blick auf die westlichen Stadtteile und den Karlsberg ermöglichte. Das mit seiner Balkonfassade an der Friedrichstraße orientierte Gebäude wurde später substantiell verändert. Die originäre Dachterrasse wurde als Vollgeschoss ergänzt und das eigenständige Hotel im Verlauf der 1990er Jahre Teil einer Hotelkette.

### Kopp′sches Haus
Das 1799 von S. L. du Ry erbaute Kopp′sche Haus (Nr. 5) bildete bis zu seinem Abbruch 1910 das optische Ende der Königsstraße. Von 1805 bis ′09 war es im Besitz von Carl Jordis, dem Schwager von Clemens Brentano. In jener Zeit war es ein wichtiger Treffpunkt der deutschen Romantik, so wurde hier z. B. die Liedersammlung Des Knaben Wunderhorn vollendet. Später gelangte es in fürstlichen Besitz und diente verschiedenen Mitgliedern der Familie als Stadthaus. 1910 musste das Gebäude dem Neubau des Landesmuseums weichen. Einzig der „Fürstengarten“ hinter dem Anwesen erinnert noch heute an das Kopp′sche Haus.

### Fürstenhaus
Das so genannte Fürstenhaus wurde in westphälischer Zeit an der Stelle zweier Grundstücke als Amortisationskasse errichtet; nach Ende der Fremdherrschaft lebten hier verschiedene hochrangige Familienmitglieder des kurfürstlichen Hauses, in preußischer Zeit wurde es zum Sitz des Oberpräsidenten. Das Gebäude zwischen Amortisationskasse und Torwache, welches als Wohnhaus noch der ursprünglichen Konzeption Jussows für die Randbebauung folgte, war schon früh zum Gebäude dazugezogen worden; hier befand sich zeitweise die Oberbaudirektion mit der Dienstwohnung des Oberhofbaumeisters (zuerst Gottlob Engelhard, dann Heinrich von Dehn-Rothfelser).
Im Krieg brannte das Fürstenhaus aus und wurde durch den Neubau des Hessischen Verwaltungsgerichtshofs ersetzt, der in seiner Größe und Proportion dem Vorgängerbau entspricht.

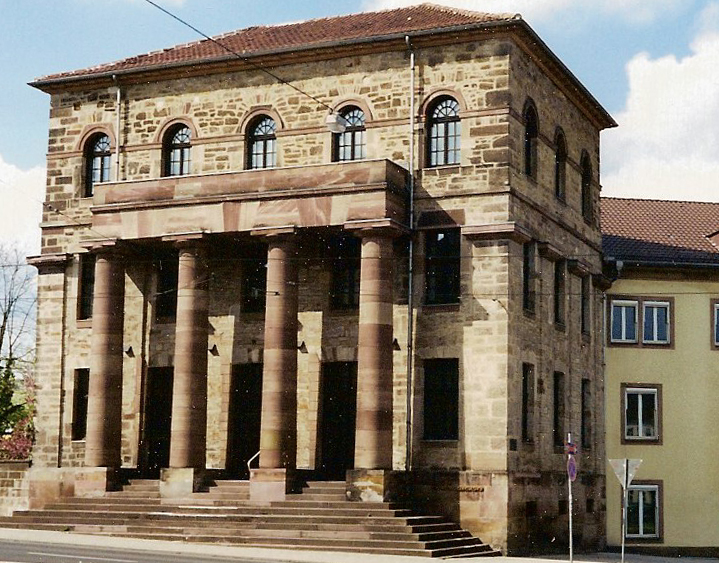
Das nördliche Torwachengebäude. In der obersten Etage wohnten die Brüder Grimm

### Wilhelmshöher Tor
Die Toranlage sollte als Auftakt der Wilhelmshöher Allee dienen, es sollte an die Erlangung der Kurwürde erinnern. Drei Entwürfe von Jussow sind überliefert, zwei römische Triumphbögen und ein griechisches Tor in Anlehnung an das Brandenburger Tor in Berlin. Lediglich die zwei Torhäuser (Nr. 1 und 6) konnten vor dem Einmarsch der Franzosen 1806 vollendet werden. Nach der Rückkehr des Kurfürsten 1813 wurden die Bauarbeiten nicht wieder aufgenommen. Im nördlichen Torhaus (Nr. 1) lebten von 1814 bis 1822 die Brüder Grimm.
Heute gehört das südliche Torhaus zum Landesmuseum und beherbergt die Designsammlung des Museums. Das nördliche ist heute ein Teil des hessischen Verwaltungsgerichtshof.

### Arnoldsche Tapetenfabrik

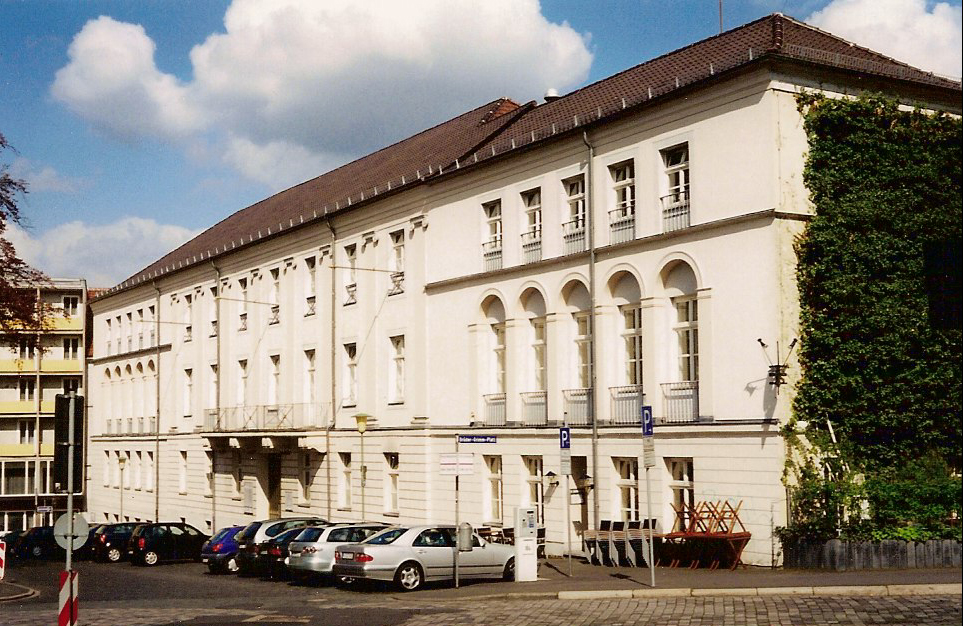
Die Arnoldsche Tapetenfabrik

Das klassizistische Haus Nr. 4 wurde 1806 errichtet und war bis 1813 ein Wohnhaus. Damals lebten hier unter anderem der Bischof von Hildesheim und der Fürstbischof von Corvey, die in Kassel Almoseniere waren.
Im Jahr 1813 eröffnete hier die Kasseler Tapetenfabrik (Arnoldsche Paper-Tapetenfabrik). Unter dem Dach des damaligen Besitzers traf sich Kassels kulturelle Elite. Gäste und Schützlinge der Familie Arnold waren unter anderem Karl Friedrich Schinkel, Robert Wilhelm Bunsen (er soll hier die Gasmaske erfunden haben), Louis Spohr und Adolph Menzel. In dem Gebäude befanden sich über Jahre Werkstätten. Heute beherbergt das Gebäude neben verschiedenen Rechtsanwaltskanzleien die Geschäftsräume der Brüder-Grimm-Gesellschaft mit Archiv, Bibliothek, Grimm-Zimmer und Grimm-Institut.

### Wimmel-Denkmal

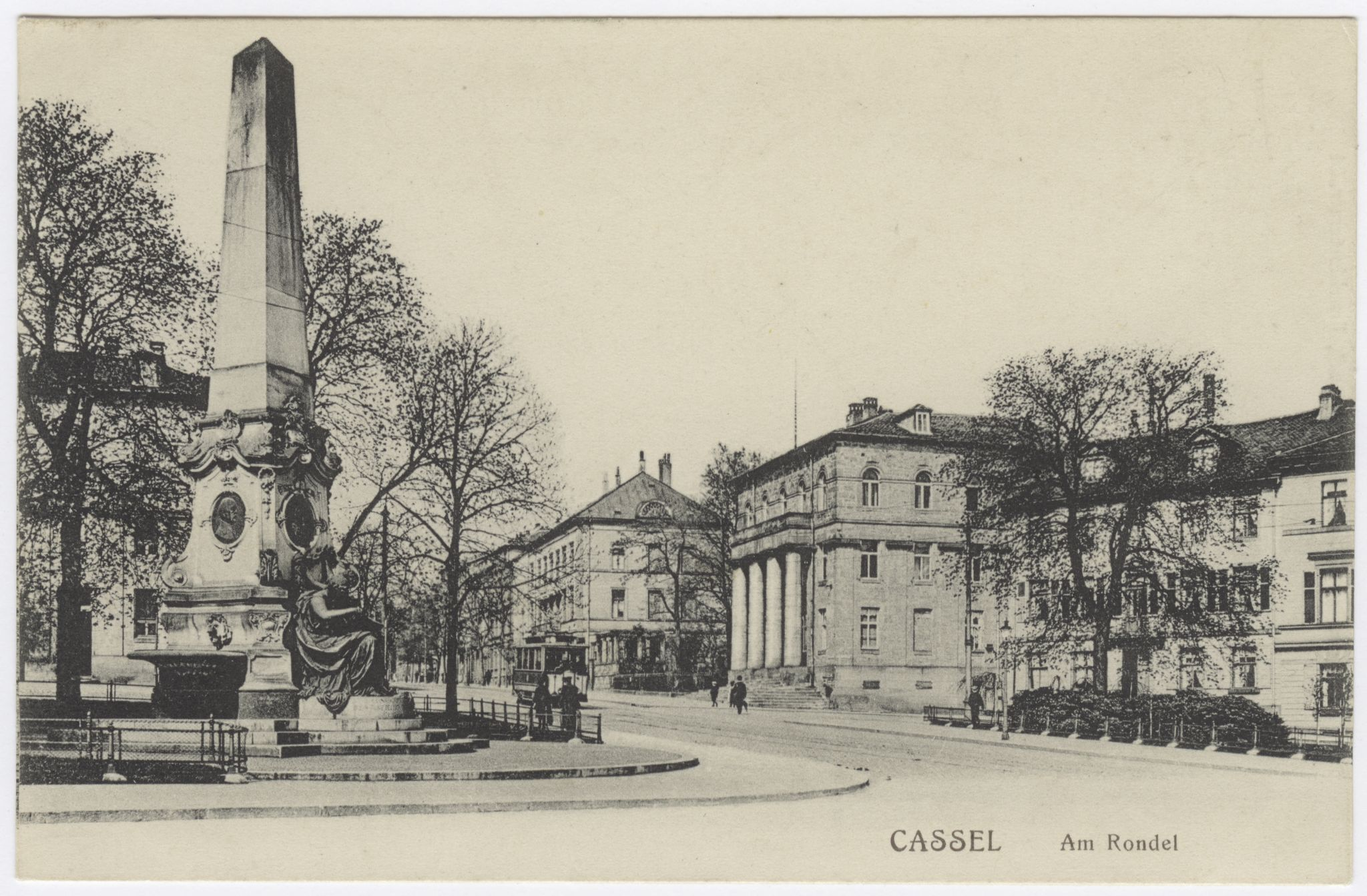
Wimmel-Denkmal 1903

1898 wurde in der Mitte des Platzes das sogenannte Wimmel-Denkmal enthüllt, das an die Reichsgründung von 1871 erinnerte. Der 12 Meter hohe Sandsteinobelisk mit einer Figurengruppe von Carl Begas d. J. wurde von den Kasseler Industriellen Heinrich und Johannes Wimmel gestiftet. 1965 wurde das Denkmal in den Fürstengarten hinter das Landesmuseum versetzt.